# Carleton-Sud
Circonscription électorale provinciale du Canada
Carleton-Sud était une circonscription électorale provinciale du Nouveau-Brunswick, fusionnée en 1995 avec Carleton-Nord et Carleton-Centre pour former Carleton.

## Liste des députés
| Période                                  | Période | Identité             | Étiquette    | Qualité |
| ---------------------------------------- | ------- | -------------------- | ------------ | ------- |
| 1991                                     | 1995    | Bruce Atherton Smith | Libéral      |         |
| 1987                                     | 1991    | Bruce Atherton Smith | Libéral      |         |
| 1982                                     | 1987    | Steven Porter        | Conservateur |         |
| 1978                                     | 1982    | Steven Porter        | Conservateur |         |
| 1974                                     | 1978    | A. Edison Stairs     | Conservateur |         |
| Les données manquantes sont à compléter. |         |                      |              |         |